# キアゲハ
キアゲハ（黄揚羽、黄鳳蝶、Papilio machaon）は、アゲハチョウ科に分類されるチョウの一種である。ユーラシア大陸と北米大陸（日本では北海道から屋久島まで）に広く分布。日本でもナミアゲハ（日本全土に分布）とともに全国でよく見られるアゲハチョウである。また、アゲハチョウ属のタイプ種に指定されている。

## 形態・生態
成虫は翼開張9cm、前翅長は4-6cmほど。ナミアゲハとよく似ているが、キアゲハは前翅のつけ根が黒ずんだ色彩で塗りつぶされたようになっていて三角紋ができておりナミアゲハのような縞模様にはならない。また、翅の中ほどは黒い線が細く、和名どおり黄色みが強いので区別できる。
成虫は4月から10月頃まで、年に2-4回ほど発生する。後述のように海岸植物から高山植物までを含むセリ科植物を食草とするため生息地も幅広く、海岸から市街地、農村、山地、さらには高山帯までと、いろいろな場所で見られる。雄成虫には独特の香りがあるが、成分としてはリナロール、ゲラニルアセトン、n-ドデカンなどが検出されている。
幼虫の食草はセリ、ハマウド、シシウドなどのセリ科植物である。葉だけではなく花序や若い果実をも好んで食べて育つ。ニンジン、ミツバ、アシタバ、パセリ、セロリなどの野菜も食草となるので、これらが栽培される畑でも幼虫が見られる。都会でも家庭菜園でパセリなどを栽培するとたちまち成虫が産卵していき、幼虫を見ることができる。まれに屋外でキハダ、ミカン類などのミカン科植物に幼虫が発見されることがある。ミカン科以外にもベニバナボロギク（キク科）、ウスバサイシン（ウマノスズクサ科）、ミツバオウレン（キンポウゲ科）、ギョリュウ（ギョリュウ科）を食べる幼虫が自然状態で観察され、正常の成虫が羽化した例が知られており、キアゲハはアゲハチョウ科全体の食性の系統を研究するうえでの重要な鍵をもっていると考えられている。幼虫は三齢まではナミアゲハと同様に鳥の糞に似せた保護色をしているが、四齢幼虫では白地に黄色と黒の斑点模様の警戒色となる。五齢幼虫ではさらに黄緑と黒のしま模様に変化し、黒いしまの部分には橙色の斑点が乗る。
冬は蛹で越冬する。

## 分布
ヨーロッパからアジア、北米北西部にかけて広く分布する。広い分布域の中でいくつかの亜種に分かれていて、そのうち日本に分布するのは亜種 P. m. hippocrates とされる。また、研究者によってはそれらの亜種を別種とすることもあり、この場合日本産は P. hippocrates となる。
なお北アメリカにはよく似たアメリカキアゲハ（学名 Papilio zelicaon・英名 Anise Swallowtail）が分布している。英語ではこの2種を区別するため、キアゲハを Old World Swallowtail（旧世界のアゲハ）と呼ぶ。

## ギャラリー

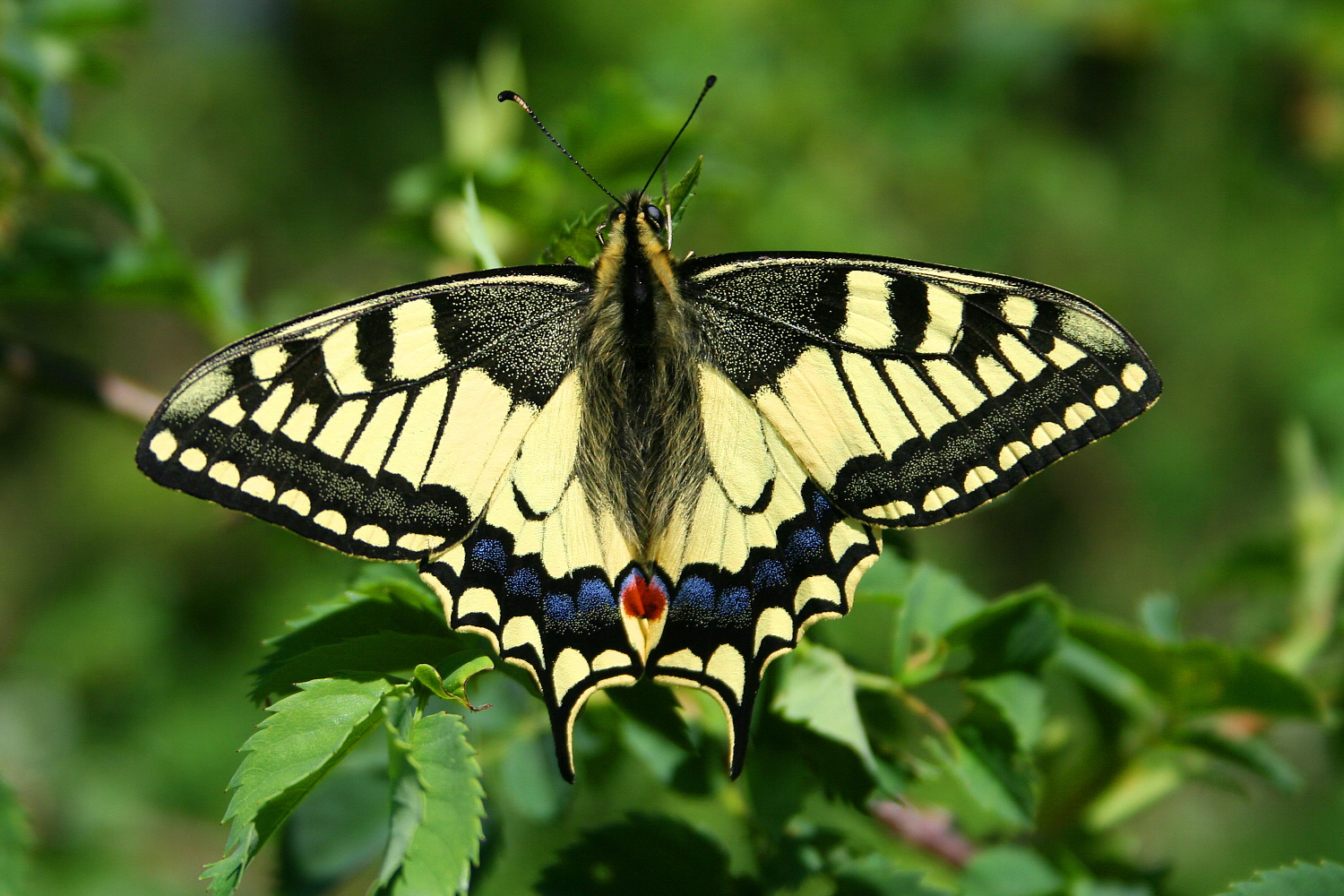
成虫。
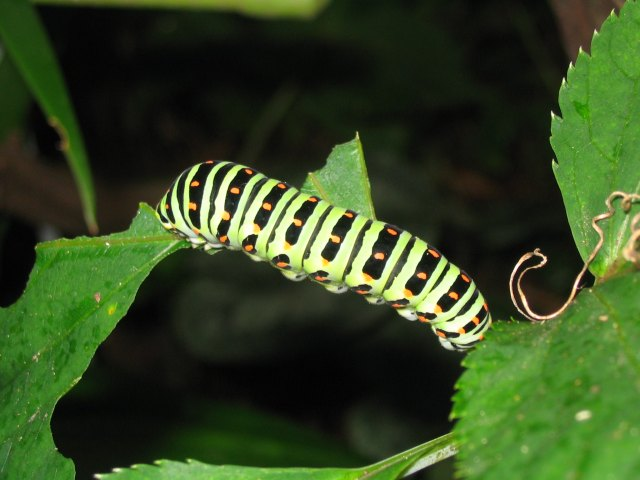
五齢幼虫。アシタバの葉を食べている。
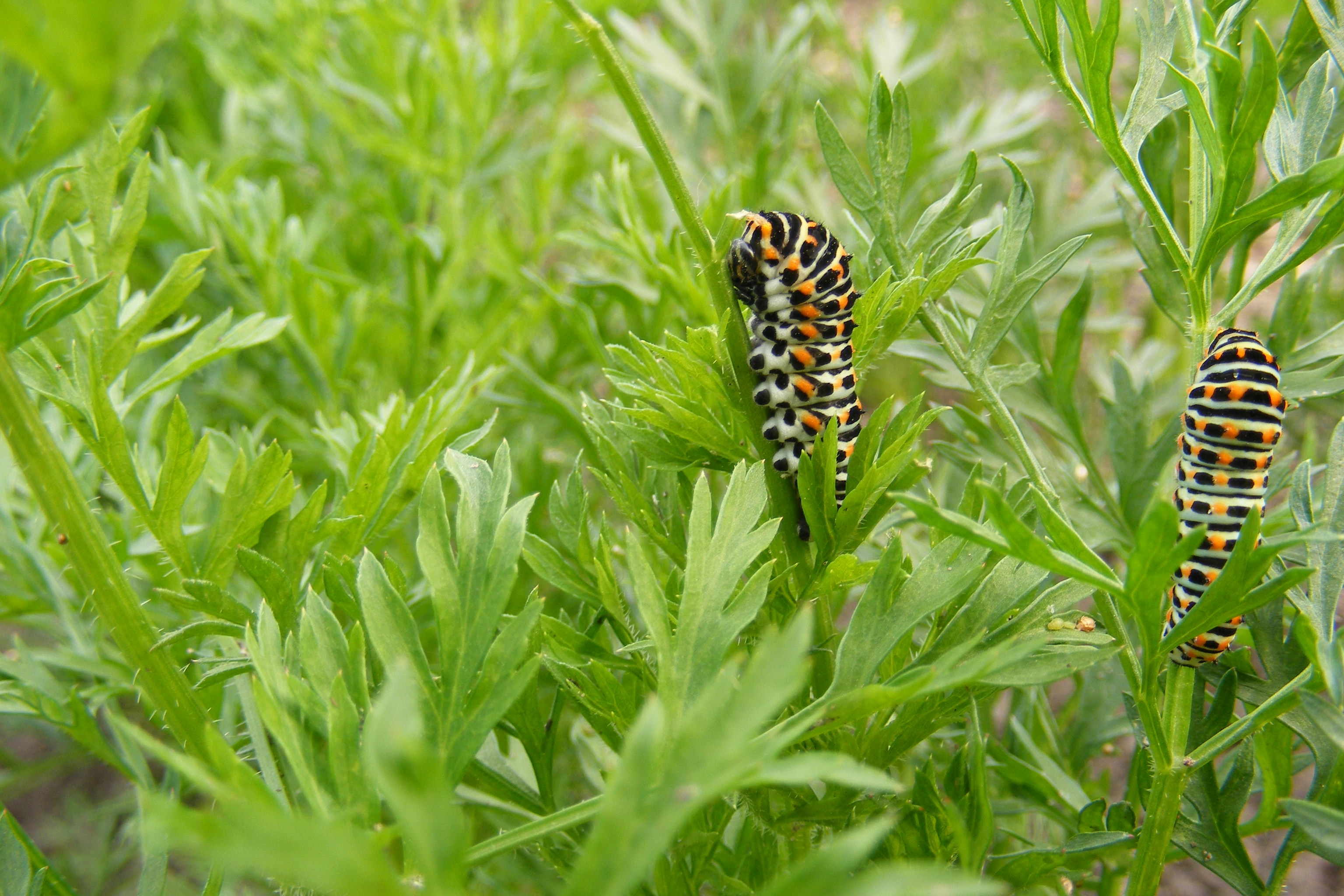
ニンジンの葉上に静止する幼虫。
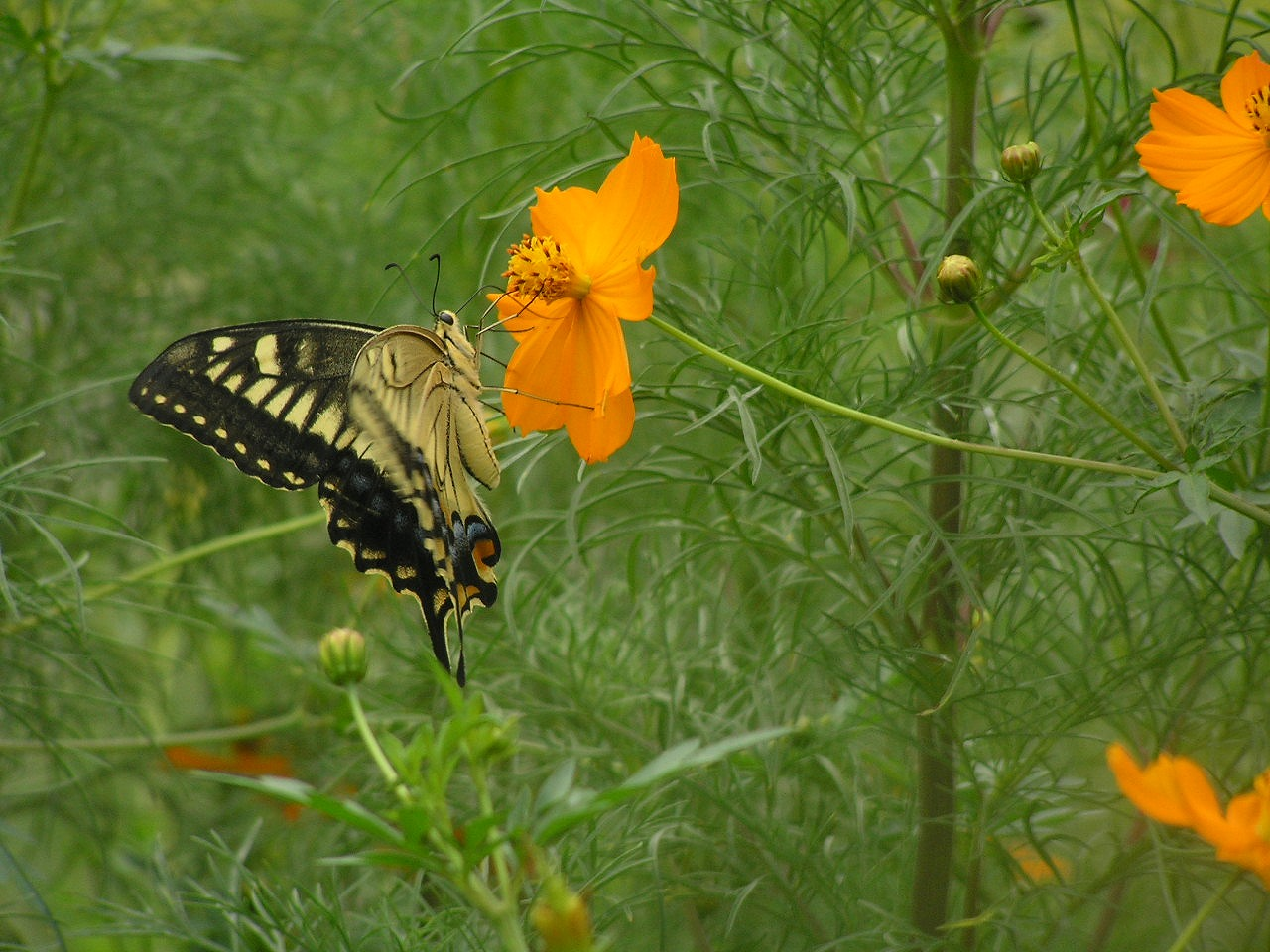
キバナコスモスに止まるキアゲハ。
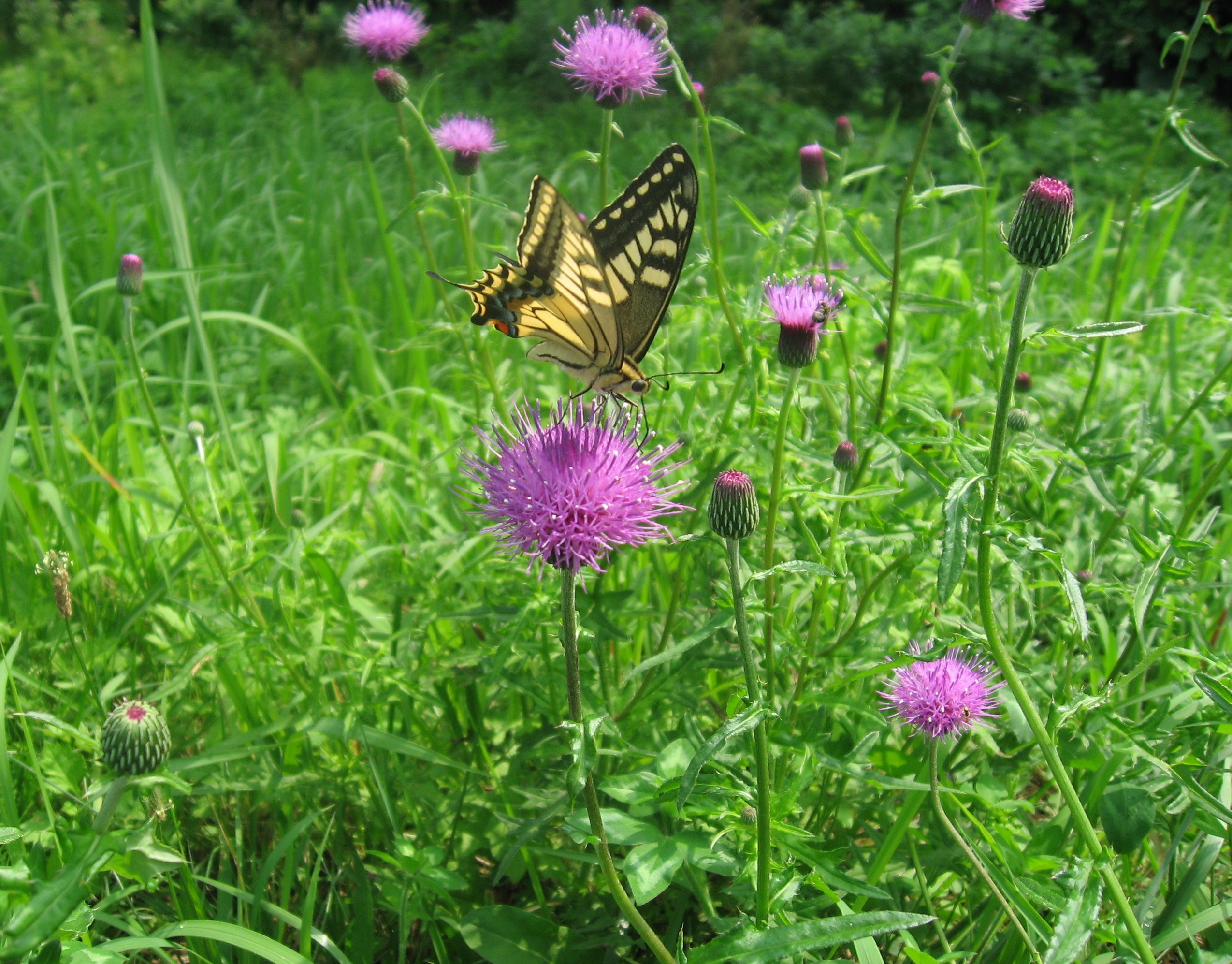
ノアザミの花にとまるキアゲハの成虫。